# Вененсіу да Сілва Моура
Вененсіу да Сілва Моура (порт. Venâncio da Silva Moura); (24 лютого 1935/1940, Санза-Помбо, Португальська Ангола — 6 березня 1999, Париж, Франція) — ангольський дипломат та політик. Міністр закордонних справ Республіки Ангола (1992—1999).

## Життєпис
Народився 24 лютого 1935 року в Санза-Помбо провінція Уїже. Юридичну освіту отримав у Португалії. Політичну кар'єру зробив у Народному русі за визволення Анголи (MPLA). Після проголошення незалежності Анголи у 1975 році розпочав дипломатичну кар'єру.
У 1976—1978 рр. — Надзвичайний і Повноважний посол Анголи в Римі, Італія;
У 1978—1992 рр. — заступник міністра закордонних справ Анголи;
У 1992—1999 рр. — міністр закордонних справ Анголи. На цій посаді підписав мирну угоду з угрупованням УНІТА (1994), що ознаменувало закінчення багаторічної громадянської війни. Коли в 1998 р угода була порушена і поновилися бойові дії, політик був уже серйозно хворий.
З січня 1999 року у відставці за станом здоров'я. Виїхав на лікування до Парижу де і помер 6 березня 1999 року.
Його ім'я носить Вищий інститут міжнародних відносин Вененсіу да Моура (ISRI).